# 山本氏
紀伊山本氏（やまもとし）は、日本の氏族。紀伊国の国人。

## 概要
紀伊山本氏は紀伊牟婁郡の富田川流域及び日高郡の一部を領有し、龍松山城を居城とした。
清和源氏義光の孫である山本義定の末裔を称する。また、熊野別当支流の末裔ともされるが、定かではない。
元弘3年（1333年）、鎌倉幕府討幕のために護良親王と共に山本忠行が上洛し、勲功を認められて櫟原（いちはら）荘の地頭に任じられ、その後も南朝方として北朝方の国人と戦うが、やがて紀州中部の有力国人であった湯川氏らと同じく室町幕府奉公衆として四番衆に編入された。
『花営三代記』応永32年（1425年）2月22日条には足利義持の奉行人として山本中務丞が、文安元年（1444年）5月から同6年（1449年）1月の間に成立した「文安年中御番帳」と、宝徳2年（1450年）
から享徳4年（1455年）1月の間に成立した「永享以来御番帳」には山本（山下）中務少輔の名前が見える。また、山本下総守が長禄4年（1460年）9月に「不申御暇、知行分紀州下国」したので、所領の「櫟原荘」を没収されている。これは、畠山義就は足利義政から「隠居」を命じられ、それを不満として、9月20日に河内国に下向しているのと関連していると考えられる。ただし、山本下総守の子息は京都に残っており、同年閏9月には義就の追討のための出陣を命じられている。応仁の乱では、文明4年（1472年）まで高家荘を幕府から預け置かれた。
奉公衆となった山本氏は勢力を拡大して3万石を有するまでに成長し、新宮城の堀内氏が台頭するまでは紀南地方最大の勢力を誇った。
応仁の乱の契機となった畠山氏（金吾家）のお家騒動では畠山義就に味方し、畠山政長方の目良氏、神保氏、小山氏等から拠点の市ノ瀬を攻撃されている。
明応の政変の後、明応4年（1495年）3月には、畠山基家が越智氏とともに紀伊国に出兵し、これに呼応した愛洲氏と山本氏が田辺を占拠したが、6月12日には畠山尚順が田辺を奪還している。
天文年間の初期には山本忠善が畠山稙長に仕え、紀伊国の広城にて書状を発給している。また、天文11年（1542年）3月の稙長の河内国入国に従っている。
戦国時代中後期には湯川氏の麾下に入り、湯川衆として木沢長政の乱、久米田の戦い、教興寺の戦い等に参加する。小牧・長久手の戦いでは徳川家康に味方したため羽柴秀吉より紀州征伐を受ける。山本氏は湯川衆の頭目であった湯川直春を居城である龍松山城に迎えて3ヶ月間の籠城で防ぎきるも、天正14年（1586年）、和睦の席で藤堂高虎に最後の当主・山本康忠が謀殺されて滅亡した。